# Frente por la Lucha Popular en Palestina
El Frente por la Lucha Popular en Palestina ('yabhat al-nidal al-cha'biyya al-filastiniyya') es un grupo militante palestino, que se opone la ocupación israelí en Cisjordania y la Franja de Gaza. Su jefe es Samir Garawche

## Fundación
En 1967, durante la formación de la resistencia desde la FPLP en Cisjordania, un facción salió de la FPLP a causa de diferencias organizacionales con el líder Jorge Jabash. La Organización por la Lucha Popular en Palestina, como se llamaba en aquellos tiempos hizo una alianza con Fatah y Yasser Arafat en 1971. En 1973 se quebró la alianza con Fatah, en oposición a la moderación de Arafat, y unió con el Frente Rechacista de Dr. Jabash. 
La FLPP era apoyada desde Egipto desde 1973 y 1979, y entonces el grupo perdió mucho poder. En 1982, para ayudar la causa de radicales contra Arafat los gobiernos de Siria y Libia apoyaron los intentos de revivir la FLPP durante la guerra civil en Líbano.
En 1969 miembros de la FLPP asaltaron civiles israelíes en el aeropuerto de Atenas. 

## Desde 1991
Cuando se acordó la Resolución 242 de la ONU, Gawarshe y su grupo fueron admitidos a volver a la OLP. Pero entonces un grupo radical pequeño se opuso a este proceso bajo el control de Khalid Abdel Majid con base en Siria. En 1996, después la formación del Autoridad Nacional Palestina, la FLPP compitió en las elecciones por el Consejo Legislativo Palestino (CLP), pues no ganó nada, y resto con solamente 0.76% de la vota, ni en 2006, en la segunda elección por el CLP cuando ganó solo 7,127 votos.

## Instituciones
- Unión Obreros por la Lucha
- Unión de Joven Palestino por la Lucha
- Unión de Mujeres por la Lucha
- Unión de Alumnos por la Lucha
- Unión de Maestros por la Lucha
- El periódico 'A-Sawt al-Nidal' ("Voz de la Lucha")

- Datos: Q5869455